# Katrin Müller
Katrin Müller (Dielsdorf, 31 marzo 1989) è una sciatrice freestyle svizzera.

## Biografia
Katrin Müller, nata a Dielsdorf e residente ad Airolo, ha esordito nello ski cross nel 2007, prendendo parte alla gara di Coppa Europa di Zweisimmen (8ª) e ai Mondiali Juniores di Airolo (5ª).
In Coppa del Mondo ha esordito il 12 gennaio dell'anno successivo a Les Contamines, non terminando però la gara.
Nel gennaio del 2009 si è sottoposta ad un intervento al ginocchio, a causa della rottura della cartilagine, con conseguente pausa per un anno.
Tornata dall'infortunio, nel 2010 ha partecipato ai Giochi olimpici invernali di Vancouver 2010, giungendo 18ª nello ski cross.
Ha ottenuto il primo podio in Coppa del Mondo il 29 gennaio 2011 a Grasgehren (3ª) e pochi giorni dopo ha esordito ai Campionati mondiali a Deer Valley 2011 (14ª). 
Il 26 febbraio dell'anno successivo ha conquistato la prima vittoria in Coppa del Mondo a Bischofswiesen.
Ha preso parte anche ai Voss-Myrkdalen 2013 (dove fu squalificata) e alle Olimpiadi di Soči 2014 (10ª nello ski cross).

## Palmarès

### Coppa del Mondo
- Miglior piazzamento in classifica generale: 9ª nel 2012.
- 12 podi:
  - 3 vittorie;
  - 2 secondi posti;
  - 7 terzi posti.

#### Coppa del Mondo - vittorie
| Data             | Luogo          | Paese    | Disciplina |
| ---------------- | -------------- | -------- | ---------- |
| 26 febbraio 2012 | Bischofswiesen | Germania | SX         |
| 15 dicembre 2013 | Val Thorens    | Francia  | SX         |
| 22 dicembre 2013 | San Candido    | Italia   | SX         |

Legenda:

SX = ski cross